# Epic (filme)
Epic (Brasil: Reino Escondido / Portugal: Epic - O Reino Secreto) é um filme de animação 3D de fantasia-aventura e drama baseado no livro infantil The Leaf Man and the Brave Good Bugs de William Joyce. Foi produzido pela Blue Sky Studios e dirigido por Chris Wedge, o mesmo diretor de A Era do Gelo e Robôs. É estrelado por as vozes de Beyoncé Knowles, Colin Farrell, Josh Hutcherson, Amanda Seyfried, Christoph Waltz, Aziz Ansari, Pitbull, Jason Sudeikis e Steven Tyler. O filme foi lançado em 24 de maio de 2013 pela 20th Century Fox. O filme é descrito como uma "batalha nas profundezas da floresta entre as forças do bem e do mal".

## Antecedentes e divulgação
En junho de 2012 foi anunciado o lançamento do filme, com data de lançamento e personagens. O primeiro trailer oficial do filme foi divulgado no dia 26 de junho, no programa Good Morning America na rede americana de televisão ABC. No dia 22 de outubro de mesmo ano, Steven Tyler, que faz o personagem Num Galuu, liberou um curto vídeo do processo de gravação do filme no estúdio. Meses depois, em novembro, foram liberadas imagens oficias de cada personagem. Um primeiro trailer oficial com pouco mais de dois minutos de duração foi liberado no dia 20 de novembro no iTunes.

## Enredo
O filme conta a história de Maria Katarina (voz de Amanda Seyfried), que depois que foge da casa de seu pai, e encontra-se em um mundo totalmente surreal aos olhos humanos - onde seu pai sempre acreditou. Lá ela recebe a grande responsabilidade, concedida pela Rainha Tara (voz de Beyoncé Knowles), de ajudar uma equipe de divertidos e lunáticos personagens, como: lesmas, pessoas-flores, homens-folhas entre outros. Agora Maria tem que salvar o mundo secreto para salvar o seu mundo também.

## Produção
Em 2006, foi noticiado que Chris Wedge dirigiria para a 20th Century Fox um filme de animação baseado no livro de William Joyce, The Leaf Man and the Brave Good Bugs. Joyce, que já havia colaborado com Wedge como designer e produtor no filme Robôs de 2005. Em um ponto, Wedge teve uma permissão para encontrar um novo lar para o filme e pensou na Pixar, liderada por John Lasseter, a quem Wedge conhecia por trabalhar em Tron. Mas, quando tentou fechar os direitos para o filme, a Fox mudou de ideia. O filme foi anunciado oficialmente em 2009, sob o título Leaf Man. Em maio de 2012, a Fox anunciou um novo título para o filme - Epic - , o seu elenco e um enredo, um pouco diferente do livro, onde insetos iriam convocar os homens-folha para ajudá-los derrotar o mal da Rainha Tara e seus goblins. No dia 19 de novembro de 2012, Chris Wedge, diretor do filme, concedeu entrevista ao USA Today abordando melhor sobre o filme: "Este filme é uma evolução para nós", e continua: "Seja na tecnologia, ou o que colocamos na tela e na narrativa. Ele tem a comédia dos personagem divertida e profundidade de emoção que são encontrados na saga de filmes A Era do Gelo. É um filme de ação e aventura gigantesca." Wedge também rebateu comparações com outros filmes, como Ferngully: The Last Rainforest, Avatar, Antz e Vida de Inseto, o diretor comentou: "Eu odeio a associá-lo com outros filmes", diz ele, "É aventura no nível de Star Wars. E faz imergir o público completamente em um mundo como Avatar. Mas tem a sua própria personalidade."

## Elenco
|                                                                                              |  |  |
| As atrizes Beyoncé Knowles (esquerda), e Amanda Seyfried (direita) estão no elenco do filme. |  |  |

|                                                                                                |  |  |
| Os atores Daniel Boaventura (esquerda), e Murilo Benício (direita) estão no elenco brasileiro. |  |  |

A animação conta com a voz no papel principal de Amanda Seyfried, além da nomeada ao Globo de Ouro e ao Oscar e multi-ganhadora do Grammy Award Beyoncé Knowles e do vencedor do Globo de Ouro de Melhor Ator Colin Farrell. O ator vencedor do Oscar e Globo de Ouro Christoph Waltz também compõe o elenco junto com os cantores  Steven Tyler e Pitbull.
| Personagem            | Voz               | Voz               | Voz                |
| --------------------- | ----------------- | ----------------- | ------------------ |
| Maria Catarina "M.C." | Amanda Seyfried   | Luisa Palomanes   | Teresa Arcanjo     |
| Nod                   | Josh Hutcherson   | Sérgio Cantú      | Ricardo de Sá      |
| Ronin                 | Colin Farrell     | Daniel Boaventura | Pedro Medonça      |
| Mandrake              | Christoph Waltz   | Mauro Ramos       |                    |
| Mub                   | Aziz Ansari       | Philippe Maia     | Fernando Alvim     |
| Grub                  | Chris O'Dowd      | Marco Ribeiro     | Rui Oliveira       |
| Nim Galuu             | Steven Tyler      | Reginaldo Primo   | Rui Reininho       |
| Professor Bomba       | Jason Sudeikis    | Murilo Benício    | António Vaz Mendes |
| Dagda                 | Blake Anderson    | Rodrigo Antas     |                    |
| Rainha Tara           | Beyoncé Knowles   | Miriam Ficher     | Raquel Rosmaninho  |
| Flor Criança          | Allison Weber     | Pamella Rodrigues |                    |
| Bufo                  | Pitbull           | Hércules Franco   |                    |
| Finn                  | Tom Wilson        | Mauro Horta       |                    |
| Mãe da Flor           | Malikha Mallete   | Marisa Leal       |                    |
| Larry                 | Judah Friedlander | Alexandre Moreno  |                    |

Outras Vozes: Anderson Coutinho, Angélica Borges, Bia Barros, Bruna Laynes, Fernando Mendonça, Guto Nejaim, Hannah Buttel, Leonardo Serrano, Marisa Leal, Miguel Rosenberg, Oscar Henriques, Pamella Rodrigues.

## Listas de fim de semana
| Tabela (2013)          | Melhor posição |
| ---------------------- | -------------- |
| África do Sul          | 1              |
| Alemanha               | 5              |
| Argentina              | 2              |
| Áustria                | 5              |
| Bolívia                | 2              |
| Brasil                 | 2              |
| Bulgária               | 2              |
| Chile                  | 2              |
| Colômbia               | 2              |
| Dinamarca              | 3              |
| Eslováquia             | 4              |
| Equador                | 1              |
| Estados Unidos/ Canadá | 4              |
| Filipinas              | 2              |
| Finlândia              | 3              |
| França                 | 2              |
| Itália                 | 4              |
| Lituânia               | 3              |
| Malásia                | 2              |
| México                 | 1              |
| Peru                   | 1              |
| Polónia                | 2              |
| Reino Unido            | 3              |
| Suécia                 | 3              |
| Suíça                  | 3              |
| Tailândia              | 2              |
| Uruguai                | 1              |
| Venezuela              | 1              |

## Lançamento
O filme foi lançado internacionalmente a partir de 16 de maio de 2013. Nos Estados Unidos, estreou em 18 de maio de 2013, no Ziegfeld Theatre em Nova York, e foi lançado nos cinemas em 24 de maio de 2013.

### Home media
Epic foi lançado em DVD, Blu-ray e Blu-ray 3D em 20 de agosto de 2013.  Em 29 de janeiro de 2021, Epic foi disponibilizado para assinantes no Disney+, após a aquisição de ambas 20th Century Fox e Blue Sky Studios pela The Walt Disney Company em 2019. 

## Recepção
Produzido com um orçamento de US$ 93 milhões , Epic arrecadou US$ 107,5 milhões na América do Norte e US$ 160,9 milhões em outros países, para um total mundial de US$ 268,4 milhões. Na América do Norte, o filme arrecadou US$ 9,3 milhões em seu dia de estreia, e estreou na quarta posição em seu primeiro fim de semana, com US$ 33,5 milhões e US$ 42,8 milhões durante a semana de Memorial de quatro dias (sexta a segunda), atrás de Fast & Furious 6, The Hangover Part III e Star Trek Into Darkness.  Em seu segundo fim de semana, o filme caiu para o número cinco, arrecadando US$ 16,6 milhões adicionais. Em seu terceiro fim de semana, o filme ficou em quinto lugar, arrecadando US$ 11,9 milhões. Em seu quarto fim de semana, o filme caiu para o número sete, arrecadando US$ 6,3 milhões. Enquanto o filme foi ofuscado por outros filmes de animação naquele verão, incluindo Monsters University e Despicable Me 2, o filme terminou em terceiro de seis filmes para a família naquele verão, e se tornou um sucesso de bilheteria moderado.

### Crítica especializada
Epic recebeu críticas geralmente mistas a positivas dos críticos. O site agregador de críticas Rotten Tomatoes dá ao filme uma taxa de aprovação de 65% com base em 127 críticas, com uma pontuação média de 5,85/10. O consenso crítico do site diz: "Embora seus temas narrativos sejam muito familiares, Epic é lindamente animado e elaborado com o talento suficiente para proporcionar um entretenimento familiar sólido.". No Metacritic, que atribui uma classificação normalizada de 100 principais resenhas dos principais críticos, calculou uma pontuação de 52 de 100 com base em 30 críticas, indicando "avaliações mistas ou médias". O público entrevistado pelo CinemaScore deu ao filme uma nota "A" em uma escala de A+ para F, enquanto o público infantil especificamente deu uma nota "A+".

Stephan Lee, da Entertainment Weekly, deu ao filme um B+, dizendo: "A história não tem o especialismo de um filme da Pixar - ele recria os mesmos arquétipos de eco-batalha de FernGully e Avatar - mas é uma explosão de cores perfeitamente atraente para um dia preguiçoso de verão.". Michael Rechtshaffen, do The Hollywood Reporter, deu ao filme uma crítica mista, dizendo: "Onde o filme de animação falha é na frente da inspiração - apesar do terreno intrigante, seus habitantes carecem do tipo de traços de personalidade únicos que os impediriam de se sentir excessivamente familiar.". Michael Phillips, do Chicago Tribune, deu ao filme duas estrelas, dizendo: "É difícil manter sua história e personagens, ou mesmo seu design visual, em sua mente, em parte porque os cinco roteiristas creditados sobrecarregam a narrativa com incidentes e complicações ameaçadoras.". Moira Macdonald, do The Seattle Times, deu ao filme três estrelas e meia em quatro, dizendo: "A história é simples o suficiente para atrair crianças (a criança de 8 anos comigo disse que o filme era "incrível"), mas os adultos vão adorar a bela animação, seja em 3D ou 2D.".